# Thain János (tanító)
Thain János, 1903-tól Erős (Bernece, 1870. január 9. – 1930 után) tanító, iskolaigazgató, kántor, anyakönyvvezető.

## Élete
Erős (Thain) József és Fábián Márta gyermeke. A gimnázium elvégzése után három éven át tanítóképzőbe járt Budapesten, ahol 1887-ben jeles eredménnyel végzett. Ugyanebben az évben a Nemzeti Tornaegyletnél megszerezte tornatanári oklevelét. 1888. június 19-én tett képesítő vizsgát, jeles eredménnyel. 1887 szeptemberétől a következő év decemberéig Udvardon, majd 1891 őszéig Gútán oktatott. Ezt követően 2 éven át Kiskunhalason működött, időközben pedig 1892-ben kéthónapos kiképzésben részesült az esztergomi 26. császári és királyi gyalogezrednél. 1893-94-ben a szegedi iskolaszék Nagyszéksósra küldte, 1895-ben azonban Thain kérelmezte áthelyezését az Szeged-alsóközponti iskolába, ahol az 1897/98-as tanév zárultáig oktatott. Működése alatt az anyakönyvvezetői és a kántori teendőket is ellátta. 1898. augusztus 27-én belterületi rendes tanítói megbízásban részesült. Vezetéknevét 1903-ban Erősre változtatta. A Magyarországi Tanácsköztársaság idején vállalt szerepe miatt később eljárást indítottak ellene, ám végül tisztázták a vádpontok alól, és rehabilitációban részesült. 1930 szeptemberében a vallás- és közoktatásügyi miniszter június 17-i rendeletével saját kérésre vonult nyugdíjba, ekkor a belvárosi községi elemi fiúiskola igazgató-tanítója volt.
Felesége Nagy Mária volt, akivel 1905. augusztus 14-én Szegeden kötött házasságot, frigyükből két fiúgyermek született, László (1906), illetve Gábor (1908).